# 신철균 (1924년)
신철균(申喆均, 1924년 11월 16일~1993년 3월 14일)은 대한민국의 정치인이다. 제10·11·12·13대 국회의원을 지냈다.

## 학력
- 춘천사범학교 졸업
- 서울대학교 법과대학 졸업

## 경력
- 국민학교 교사
- 육군경리학교 교관
- 제12대 강원도 춘천시장
- 한국국민당 사무총장
- 한국국민당 부총재
- 신민주공화당 중앙위원회 의장
- 4선 국회의원

## 역대 선거 결과
|  | 44.82% |

|  | 0% |

|  | 26.84% |

|  | 26.46% |

|  | 15.6% |